# Upright
Upright (englisch Aufrecht) ist eine australische Fernsehserie über zwei Außenseiter, den abgebrannten Musiker Lucky und die jugendliche Ausreißerin Meg, die durch Zufall mitten in der australischen Wüste zusammenkommen und die unwahrscheinlichsten Bande knüpfen, um ein Klavier (englisch: upright piano) von einer Seite des Landes zur anderen zu bringen.
Das Drehbuch wurde geschrieben von Chris Taylor zusammen mit Tim Minchin, Kate Mulvany und Leon Ford.

## Handlung in Staffel 1

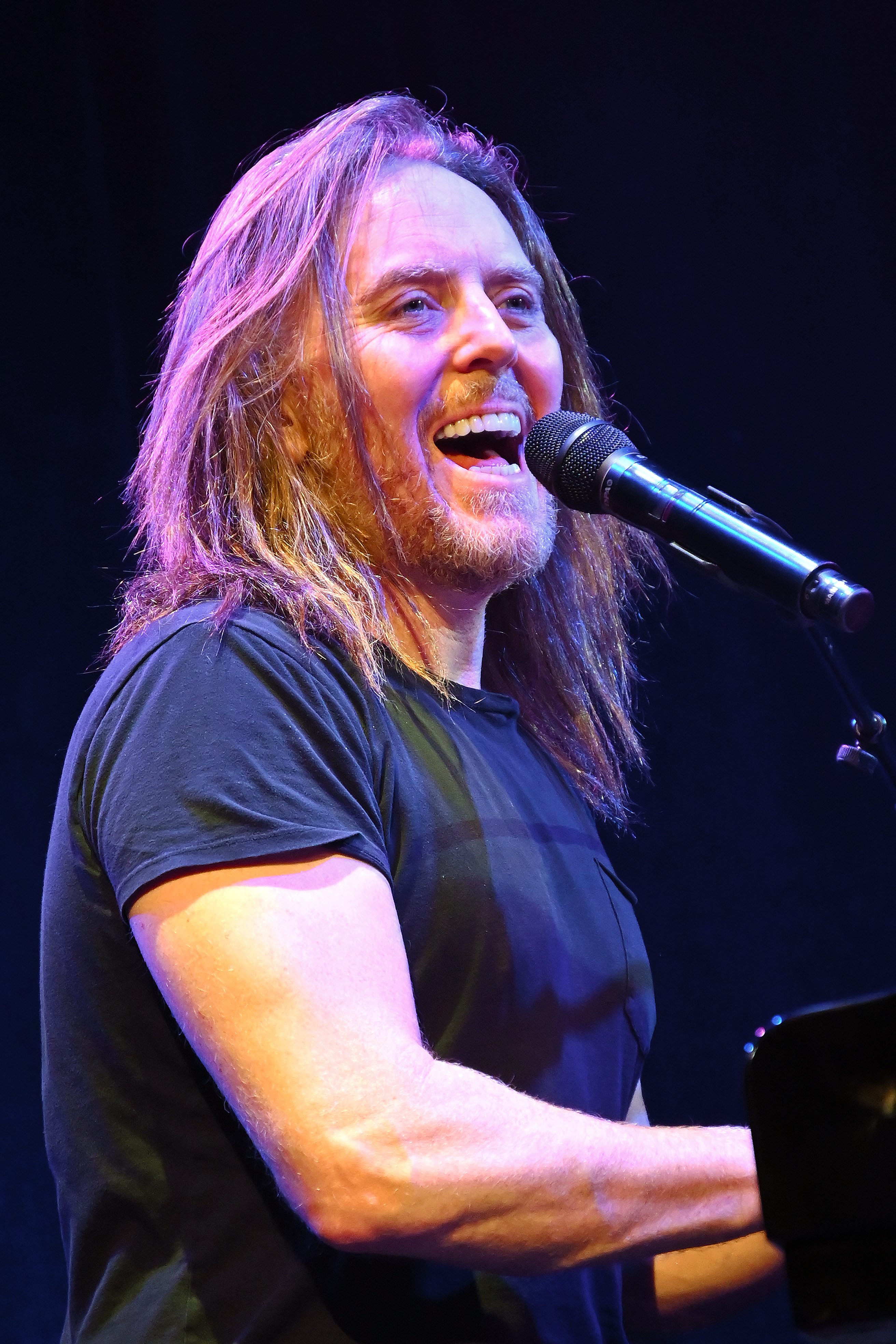
Tim Minchin (2024): Lucky

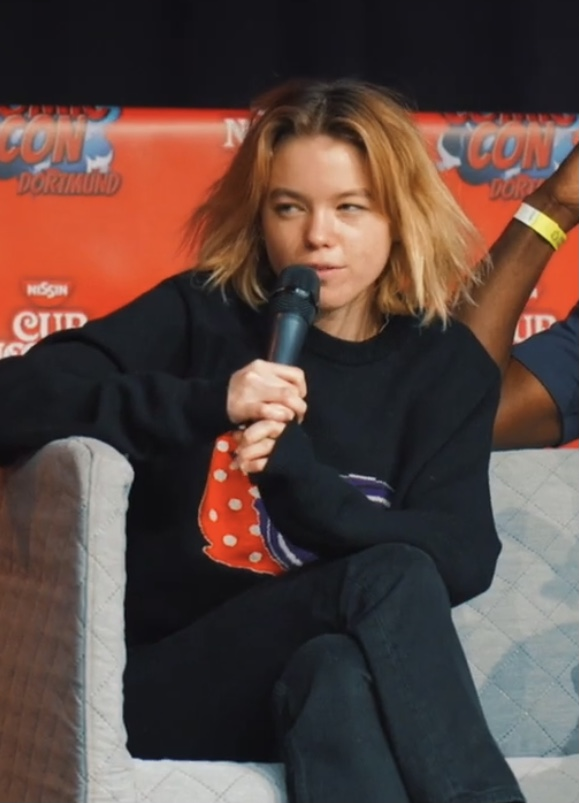
Milly Alcock (2022): Meg

### Tag 1
Der abgehalfterte Musiker Lucky Flynn erfährt, dass seine Mutter nur noch wenige Tage zu leben hat, und beschließt mit seinem Klavier von Sydney nach Perth zu fahren. Doch gleich zu Beginn der Reise wird sein Auto bei einer Kollision mit einem anderen Auto beschädigt. In dem anderen Auto sitzt ein weiblicher Teenager namens Meg, die ihn wüst beschimpft und nicht bemerkt, dass ihr Arm verletzt ist. Lucky beschließt, sie ins nächstgelegene Krankenhaus zu bringen. Vorher laden sie aber noch das Klavier auf den Pickup des Mädchens um.

### Tag 2
Lucky kommt ohne seine Psychopharmaka nicht zurecht und versucht vergeblich bei einem Arzt Ersatz zu bekommen. Meg gelingt es, ein Blatt aus dem Rezeptblock des argwöhnischen Arztes zu entwenden. Doch auch das nützt nichts, weil die Apotheke geschlossen ist.

### Tag 3
Meg vergisst auf einer Toilette ihr Portemonnaie mit ihrem ganzen Geld. Die Lage wird noch aussichtsloser, weil den beiden der Sprit ausgeht. Meg gelingt es, an einer Tankstelle Sprit zu stehlen. Doch sie hat den Dieselwagen mit Benzin aufgetankt. Dadurch bleibt das Auto unterwegs stehen.

### Tag 4
Meg und Lucky werden auf einen Campingplatz am Meer geschleppt und nehmen an einer Party teil. Lucky wird dabei als früher bekannter Musiker erkannt und genießt seinen ehemaligen Ruhm. Meg aber möchte unbedingt weiterfahren.

### Tag 5
Lucky ist betrunken im Freien eingeschlafen. Als er aufwacht, sind alle Camper und auch Meg weggefahren. Barfuß macht er sich auf den Weg und wird unterwegs von einer Schlange gebissen. Völlig erschöpft wird er von einem Lastwagenfahrer mitgenommen und entdeckt unterwegs Meg.

### Tag 6
Meg stiehlt einen Pferdeanhänger und lässt das Pferd frei. Mit dem Klavier im Anhänger fahren die beiden weiter.

### Tag 7
Lucky wird wegen des Diebstahls festgenommen. Doch die Besitzerin zieht bei der Polizei ihre Anzeige zurück. Stattdessen lässt sie Lucky bei einem illegalen Boxkampf gegen einen stärkeren Gegner antreten. Im letzten Augenblick kommt Meg dazu und mobilisiert Luckys Zorn, sodass er den Kampf gewinnt. Mit der Wettsumme können sie die Fahrt fortsetzen.

### Tag 8
Lucky trifft in Perth bei seiner Mutter ein, die wieder aus dem Koma erwacht ist. Sie freut sich sehr über seine Heimkehr, doch sein Bruder Toby fängt sofort einen Streit mit ihm an. Langsam klärt sich aber das Verhältnis der beiden Brüder und Meg wird von ihrem besorgten Vater abgeholt.

## Staffel 2
Neben der ersten Staffel mit acht Episoden gibt es seit September 2024 eine zweite Staffel mit ebenfalls acht Episoden.
Der Handlungsstrang der 2. Staffel ähnelt dem der ersten – sie zeigt die eben über 4 Jahre älteren Protagonisten: Lucky ist mittlerweile ein vom Erfolg auch gestresster und von Organisation und Marketing überforderter Musiker, der seit einiger Zeit in einer neuen Beziehung mit einer bekannten Schauspielerin lebt. Während die Situation eskaliert, sucht die zur Punkerin mutierte Meg, zu der er seit der Beerdigung keinen Kontakt mehr hatte, ihn völlig überraschend auf, um ihn „nur für ein paar Tage“ um Hilfe dabei zu bitten, ihre Mutter zu suchen, von der sie gerade ein altes Foto mit einer anderen Frau zusammen gefunden hat. Lucky will und darf allerdings die Ankunft des Fluges seiner Tochter zu ihm eine Woche später nicht verpassen, damit er nicht die Möglichkeit verliert, seine Tochter überhaupt noch zu sehen.
Die Reise geht diesmal entlang der Ostküste, wo auch Lucky eine Vorgeschichte hat.

## Ausstrahlung
Die erste Staffel von Upright wurde erstmals am 28. November 2019 in Großbritannien auf Sky Atlantic und ab dem 1. Dezember 2019 über den australischen Sender Foxtel ausgestrahlt; in Kanada lief sie im Super Channel Network.
Die deutschsprachige Fassung wurde vom 11. August bis zum 1. September 2020 bei Universal TV ausgestrahlt. Im frei empfangbaren Fernsehen zeigte One am 15. Juni 2021 alle Teile hintereinander. In der Arte-Mediathek sind beide Staffeln  sowohl im englischen Original als auch in deutscher Synchronfassung verfügbar.